# Phoracantha tricuspis
Phoracantha tricuspis là một loài bọ cánh cứng trong họ Cerambycidae.